# Helene Bergsholm
Helene Naustdal Bergsholm est une actrice norvégienne née le 20 juillet 1992 à Førde dans le comté de Sogn og Fjordane. 
Elle a notamment joué dans le film Turn Me On!, tiré du roman d'Olaug Nilssen.

## Filmographie
- 2011 : Turn Me On! : Alma
- 2015 : Hevn : Maya
- 2016 : Vi kan ikke hjelpe alle (court métrage) : Emma
- 2017 : Lysning (court métrage) : Irma
- 2017 : Fanny (court métrage) : Ida[1]